# Toby Jones
Tobias Edward Heslewood Jones (* 7. září 1966 Londýn) je britský herec, syn herce Freddieho Jonese. Má dva bratry, Ruperta, který působí jako režisér, a Caspera, rovněž herce. V první filmové roli se objevil ve snímku Orlando (1992), od té doby hrál například ve filmech Harry Potter a Tajemná komnata, Barevný závoj, Síla lásky, Captain America: První Avenger či Hunger Games. Hrál též postavu Alana Batese ve čtyřdílném seriálu Pan Bates versus Britská pošta a objevil se i v jednom díle seriálu Sherlock.